# Halina Bretsznajder
Halina Bretsznajder, ps. „Olga” (ur. 25 października?/7 listopada 1905 w Charkowie, zm. 15 października 1942 w Radomiu) – harcerka, oficer AK.

## Życiorys
Urodziła się 7 listopada 1905 roku w Charkowie, w rodzinie kolejarskiej. W 1920 roku, wraz z rodzicami, przyjechała do Radomia, gdzie podjęła naukę w Zakładach Naukowych Żeńskich Marii Gajl. W 1921 roku zaangażowała się w działalność harcerską w ZHP, gdzie w 1929 roku została hufcową, a w 1935 roku – komendantką Obszaru Radomskiego w Chorągwi Kieleckiej ZHP. Po ukończeniu nauki, kontynuując tradycję rodzinną, w latach 1928–1939 pracowała w Radomskiej Dyrekcji Okręgowej Kolei Państwowych. 
Latem 1939 roku kierowała działalnością Pogotowia Wojennego Harcerek. Organizacja zajmowała się szkoleniem dziewcząt w zakresie służby sanitarnej, łączności, terenoznawstwa i pracy opiekuńczej. Po wybuchu II wojny światowej, w październiku 1939 roku, zorganizowała w swoim mieszkaniu spotkanie zastępu drużynowych, na którym poinformowała o powołaniu konspiracyjnej żeńskiej organizacji harcerskiej pod nazwą „Bądź Gotów”. W początkach 1940 roku trzy harcerki oddelegowano do służby w ZWZ: Halina Bretsznajder została zastępcą komendanta II Oddziału (wywiadowczego) Obwodu Radom ZWZ, Janina Kantorska-Odrzywolska – szefem kancelarii Okręgu Radom-Kielce ZWZ i Irena Hoffman-Marszałkowa – kierownikiem referatu organizacyjnego obwodu. 
Aresztowana 25 września 1942 roku przez Gestapo w ramach represji po strzelaninie w Rożkach, która miała miejsce 19 września 1942 roku. Po kilkunastodniowym śledztwie połączonym z torturami została stracona  przez powieszenie 15 października w publicznej egzekucji przy ulicy Warszawskiej w Radomiu. Pochowana w zbiorowej mogile w lesie na Firleju, ma symboliczny nagrobek na cmentarzu rzymskokatolickim przy ulicy Limanowskiego.

## Upamiętnienie

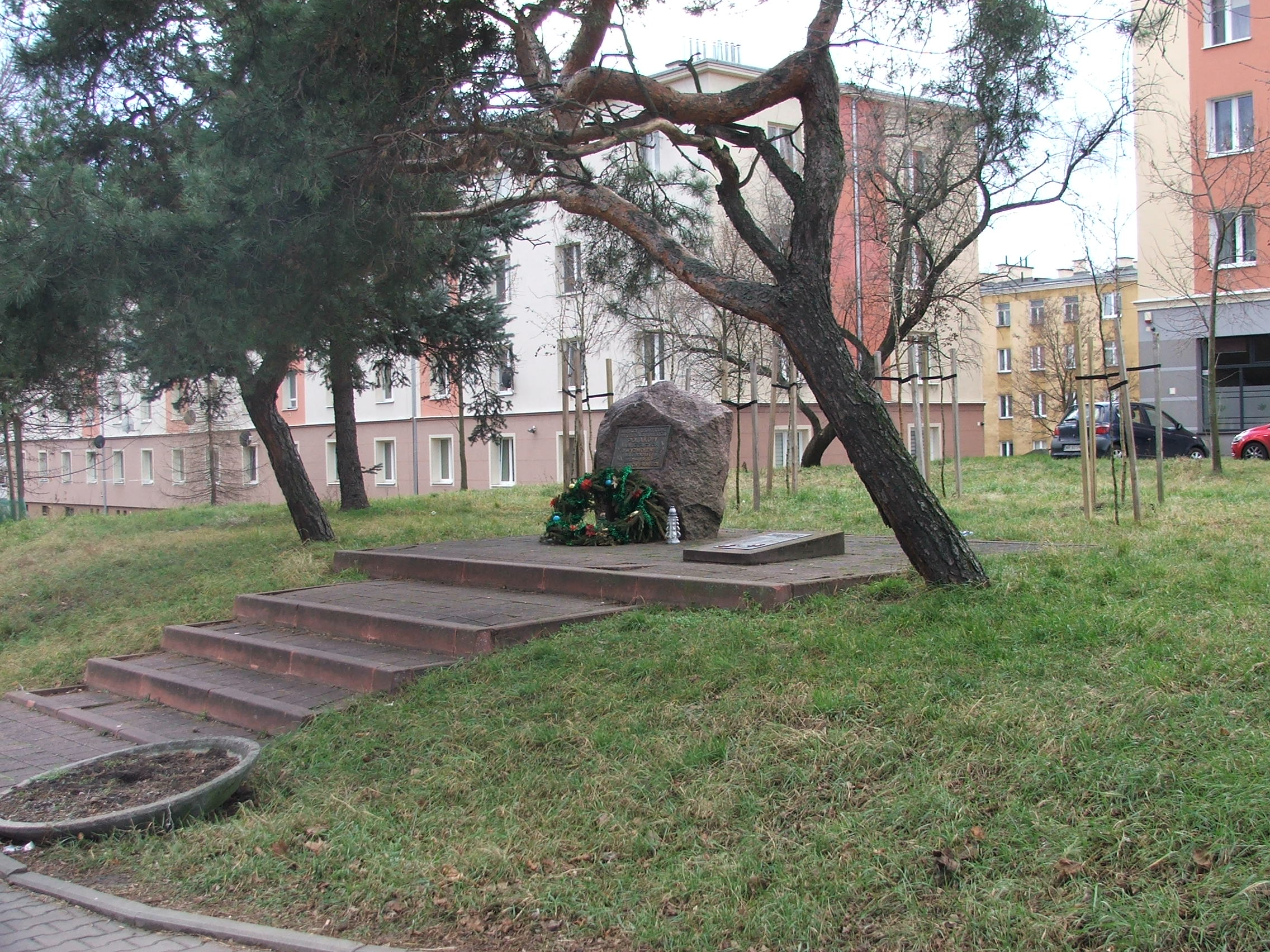
Pomnik ofiar zbiorowej egzekucji przy ul. Warszawskiej

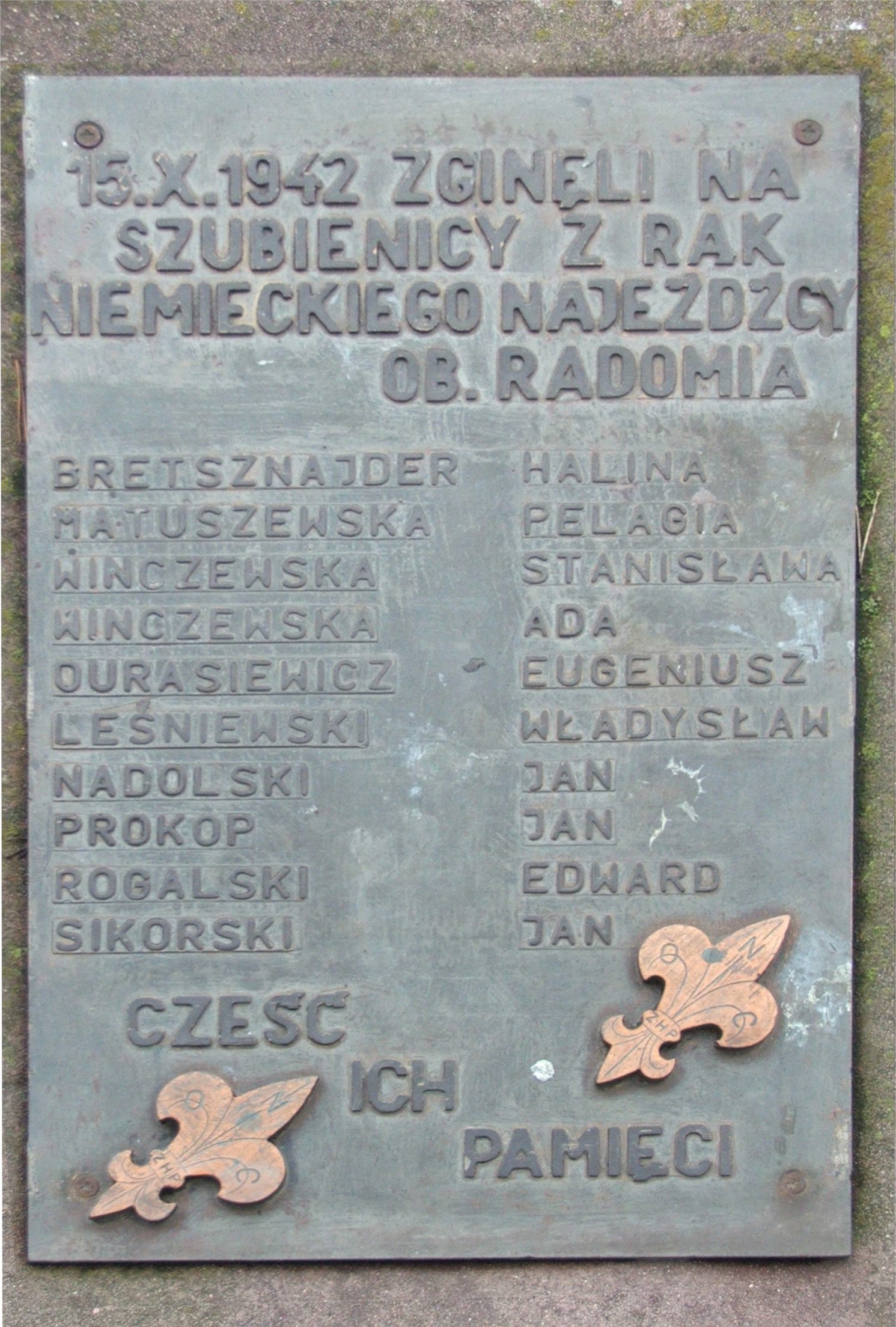
Tablica upamiętniająca ofiary egzekucji przy ul. Warszawskiej

Przy ul. Warszawskiej w Radomiu ustawiono pomnik upamiętniający ofiary egzekucji 15 października 1942 roku. Tablica upamiętniająca ppor. Halinę Bretsznajder znajduje się w kościele garnizonowym w Radomiu.